# Andrés Pardo Tovar
Andrés Pardo Tovar (* 5. März 1911 in Bogotá; † 31. August 1972 ebenda) war ein kolumbianischer Soziologe, Musikethnologe und Folklorist.

## Leben
Pardo Tovar studierte Jura, Sozial- und Politikwissenschaft. Er arbeitete in Chile, wo er in der Revista Musical Chilena publizierte und über die musikalische Entwicklung des Cono Sur arbeitete. Für den Consejo Interamericana organisierte eine Musikethnologie-Konferenz in Cartagena.
1959 wurde er Direktor des Centro de Estudios Folclóricos y Musicales (CEDEFIM) an der Universidad Nacional de Colombia. Er unterrichtete sowohl am Conservatorio Nacional als auch an der Fakultät für Wissenschaft und Erziehung der Universität und gab Kurse in Soziologie. Seit 1969 war er Direktor beim Radio Nacional.
Pardo Tovar publizierte über kolumbianische Malerei des 20. Jahrhunderts, über die Novellisten Rómulo Gallegos und Tomás Carrasquilla und den Lyriker Vicente Espinel. Sein Hauptwerk La cultura musical en Colombia erschien 1966 im Rahmen der Historia Extensa de Colombia in Bogotá.
Zu den Schülern Pardo Tovars zählten u. a. Adolfo Mejía, Jacqueline Nova, Blas Emilio Atehortúa und Gustavo Escobar Larrazábal.

## Werke
- El folclore en la obra de Tomás Carrasquilla, 193?
- Romulo Gallegos. Novelista de América, 1944 (?)
- Voces y cantos de América [dos ensayos literarios y cuatro paralelos críticos], Bogotá 1945
- Iberoamérica en su música, a propósito del segundo Festival de Caracas, Montevideo 1958
- Antonio M. Valencia, artista integral, Calí 1958
- Los cantares tradicionales del Baudó, Bogotá 1960
- El clave bien temperado de Juan Sebastian Bach; notas explicativas, 1961
- mit Jesús Pinzón Urrea: Rítmica y melódica del folclor Chocoano, Bogotá 1961
- Perfil y semblanza de Vicente Espinel, Santiago de Chile 1962
- mit Jesús Bermúdez Silva: La guitarrería popular de Chiquinquirá, Bogotá 1963
- La cultura musical en Colombia, Bogotá 1966
- La poesía popular colombiana y sus orígenes españoles, Bogotá 1966
- mit Santiago Sebastián und Carlos Arbeláez Camacho: Las artes en Colombia, Bogotá 1967
- mit Jesús Pinzón Urrea und O Nunez Navas: Antologi´a musical de Columbia, 1968
- Boyacá en la Independencia, Bogotá 1969
- mit Carlos Arturo Torres: Idola fori, 1969
- Historia de la Filosofía y Filosofía de la Historia, Bogotá 1970

| Personendaten    | Personendaten                                            |
| ---------------- | -------------------------------------------------------- |
| NAME             | Pardo Tovar, Andrés                                      |
| KURZBESCHREIBUNG | kolumbianischer Soziologe, Musikethnologe und Folklorist |
| GEBURTSDATUM     | 5. März 1911                                             |
| GEBURTSORT       | Bogotá                                                   |
| STERBEDATUM      | 31. August 1972                                          |
| STERBEORT        | Bogotá                                                   |